# Malaysia ved sommer-OL 2016
Malaysia deltog ved Sommer-OL 2016 i Rio de Janeiro som blev arrangeret i perioden 5. august til 21. august 2016. 

## Medaljer
| 2016 Rio de Janeiro | Guld | Sølv | Bronze | Total |
| Malaysia            | 0    | 4    | 1      | 5     |

### Medaljevinderne
| Malaysia under sommer-OL 2016 i Rio de Janeiro | Malaysia under sommer-OL 2016 i Rio de Janeiro | Malaysia under sommer-OL 2016 i Rio de Janeiro | Malaysia under sommer-OL 2016 i Rio de Janeiro | Malaysia under sommer-OL 2016 i Rio de Janeiro |
| Medalje                                        | Navn                                           | Sport                                          | Event                                          | Dato                                           |
| ---------------------------------------------- | ---------------------------------------------- | ---------------------------------------------- | ---------------------------------------------- | ---------------------------------------------- |
| Sølv                                           | Cheong Jun Hoong Pandelela Rinong              | udspring                                       | Kvindernes synkroniseret 10 meter springbræt   | 9 August                                       |
| Sølv                                           | Chan Peng Soon Goh Liu Ying                    | Badminton                                      | Mixed double                                   | 17 August                                      |
| Sølv                                           | Goh V Shem Tan Wee Kiong                       | Badminton                                      | Herredouble                                    | 19 August                                      |
| Sølv                                           | Lee Chong Wei                                  | Badminton                                      | Herrersingle                                   | 20 August                                      |
| Bronze                                         | Azizulhasni Awang                              | Cykling                                        | Mændenes keirin                                | 16 August                                      |